# Tamou-Wildreservat
Das Tamou-Wildreservat (französisch: Réserve totale de faune de Tamou) ist ein Wildreservat in der Gemeinde Tamou in Niger.

## Lage und Charakteristik
Das Tamou-Wildreservat erstreckt sich über eine Fläche von 77.740 Hektar und grenzt im Süden an den Nationalpark W. Es befindet sich am Übergang von der Sahelzone zur Großlandschaft Sudan. Die Landschaft ist von flachen Steppen, Tigerbusch, Baum- und Strauchsavannen in den Senken und Galeriewäldern geprägt. Zu den wichtigsten Fließgewässern zählen die Tapoa und der Diamangou.

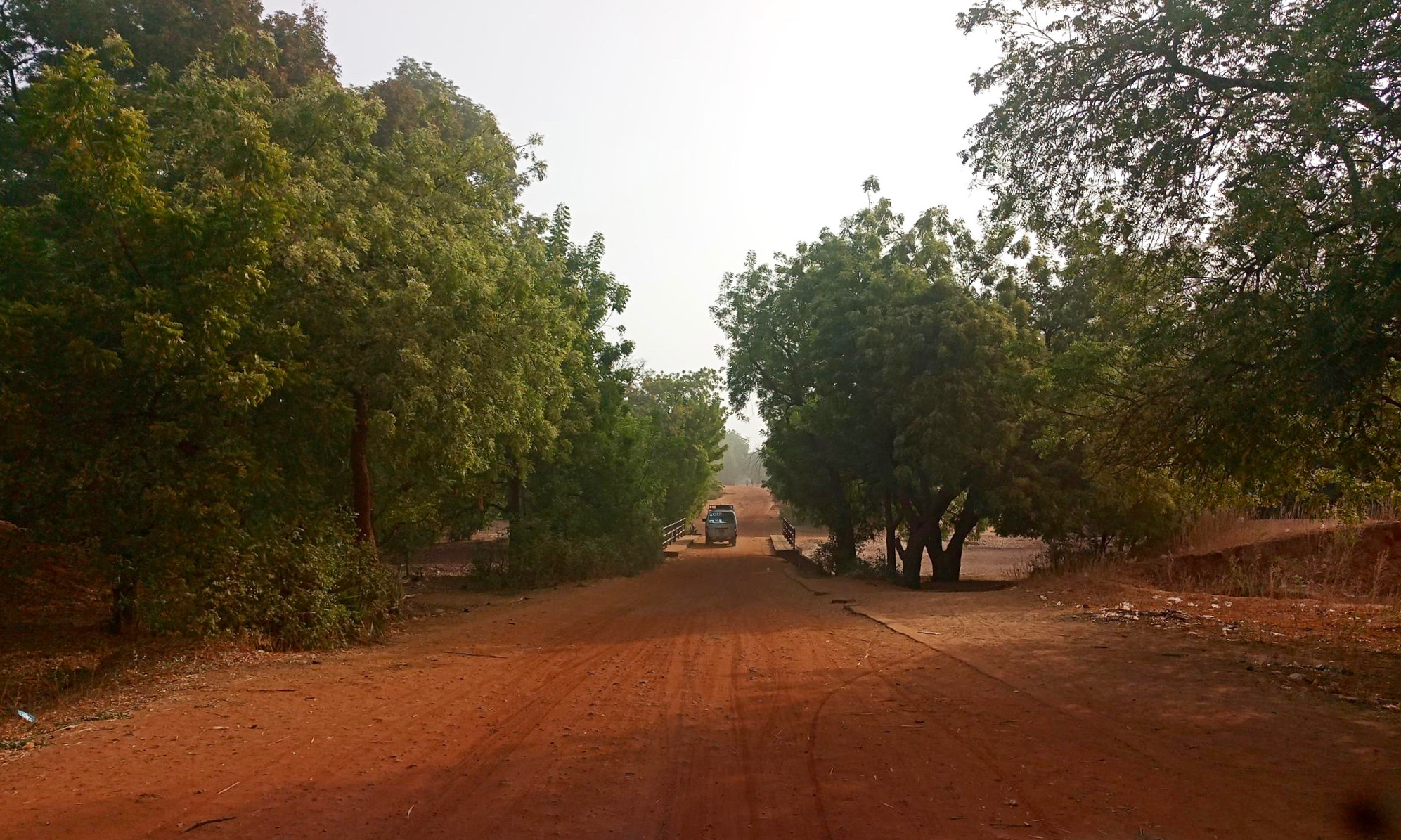
Tamou-Wildreservat

Das Wildreservat ist für eine gewisse Zeit im Jahr ein Rückzugsgebiet für die Tierwelt des Nationalparks W, insbesondere für Kaffernbüffel, Afrikanische Elefanten, Pferdeantilopen, Löwen, Tüpfelhyänen und Geparde. In Flussnähe gibt es eine vielfältige Vogelwelt und Vorkommen von Nilpferden, Warzenschweinen, Husarenaffen, Tantalus-Grünmeerkatzen, Anubispavianen, Karakalen und Goldwölfen.
Zum Gehölz in den Steppen gehören vor allem Guiera senegalensis und Kinkéliba, zu den Gräsern beispielsweise Eragrostis tremula. Im Tigerbusch sind neben Guiera senegalensis und Kinkéliba auch Combretum nigricans und Combretum glutinosum zu finden. Die Flora der Savannen weist Combretum nigricans, Combretum glutinosum, Marula-Bäume, Wüstendatteln und Afrikanische Affenbrotbäume auf. In den Galeriewäldern wachsen Bäume wie Ficus platyphylla, Cola laurifolia, Anogeissus leiocarpa, Diospyros mespiliformis und Tamarindenbäume.
Bedeutende Siedlungen im Tamou-Wildreservat sind die Dörfer Allambaré, Moli Haoussa und La Tapoa. Die 158,3 Kilometer lange Nationalstraße 27 zwischen La Tapoa und der Hauptstadt Niamey verläuft quer durch das Reservat. Es handelt sich hier um eine moderne Erdstraße. In Allambaré zweigt die Route 677, eine einfache Landstraße, von der Nationalstraße 27 ab. Sie führt über eine Strecke von 30,3 Kilometern bis zum Dorf Guiémé am Flussufer des Nigers. Im Süden des Reservats liegt der zivile Flugplatz La Tapoa (ICAO-Code: DRRP) mit einer etwa 1190 Meter langen, unbefestigten Start- und Landebahn.
Das Tamou-Wildreservat untersteht der Verwaltung durch die Direktion für Fauna, Jagd und Schutzgebiete des nigrischen Umweltministeriums. Es fällt in die IUCN-Kategorie IV (Biotop- und Artenschutzgebiet mit Management).

## Geschichte

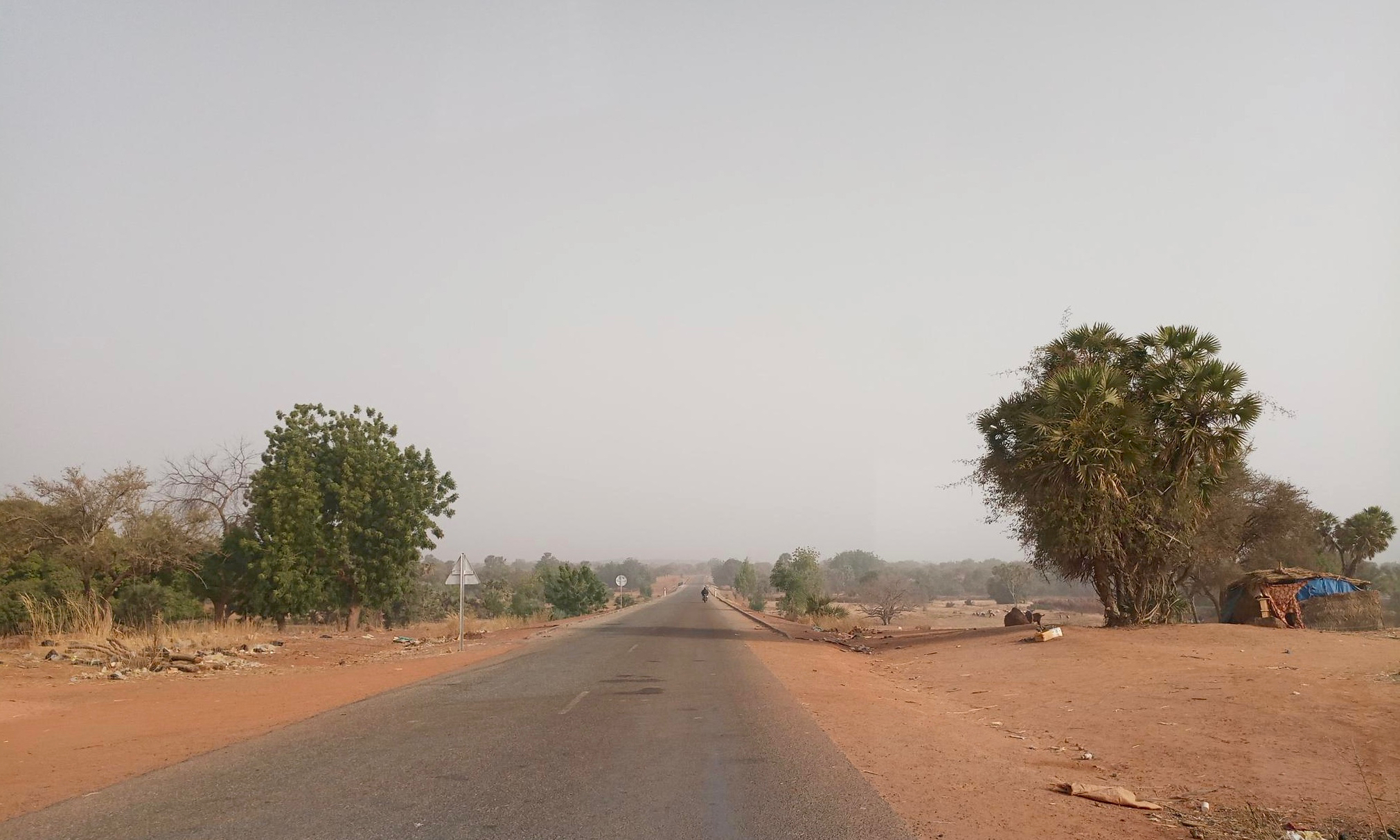
Nationalstraße 27 im Tamou-Wildreservat

Das Wildreservat wurde durch ein Dekret vom 8. August 1962 gegründet und erstreckte sich ursprünglich über eine Fläche von 147.000 Hektar. Von Beginn an waren neue menschliche Niederlassungen im Gebiet untersagt, doch infolge der Dürrekatastrophen von 1974 bis 1984 kam es in großem Ausmaß zu einer Besiedlung von Teilen des Reservats. Die Siedlungen wurden durch ein Dekret vom 12. August 1976 legalisiert, mit dem die Fläche des Schutzgebiets im Nordosten und Osten um rund 77.000 Hektar verkleinert wurde. In den darauffolgenden Jahrzehnten stieg im Nordwesten und Nordosten des Tamou-Wildreservats der Anteil der landwirtschaftlich genutzten Flächen stark an. Der Anteil der Galeriewälder im gesamten Reservat sank von 9 Prozent im Jahr 1975 auf 0,9 Prozent im Jahr 2013.